# Anne-Flore Rey
Anne-Flore Rey (La Tronche, 2 febbraio 1962) è un'ex sciatrice alpina francese.

## Biografia
Sciatrice polivalente, Anne-Flore Rey ottenne il primo risultato di rilievo in Coppa del Mondo il 26 gennaio 1979 sulle nevi di Schruns piazzandosi 9ª in combinata; l'anno dopo ai XIII Giochi olimpici invernali di Lake Placid 1980, sua prima presenza olimpica, si classificò 25ª nello slalom gigante e non concluse lo slalom speciale. Il 6 marzo 1983 ottenne l'unica vittoria di Coppa del Mondo in carriera, a Mont-Tremblant in slalom gigante, e l'anno seguente venne convocata per i XIV Giochi olimpici invernali di Sarajevo 1984, sua ultima presenza olimpica, dove giunse 10ª nello slalom gigante e non concluse lo slalom speciale. Il 21 gennaio 1985 conquistò a Saint-Gervais-les-Bains in slalom gigante il secondo e ultimo podio in Coppa del Mondo (3ª) e il suo ultimo piazzamento agonistico fu il 13º posto ottenuto nel supergigante di Coppa del Mondo disputato il 14 dicembre 1986 a Val-d'Isère.

## Palmarès

### Coppa del Mondo
- Miglior piazzamento in classifica generale: 20ª nel 1983
- 2 podi (entrambi in slalom gigante):
  - 1 vittoria
  - 1 terzo posto

#### Coppa del Mondo - vittorie
| Data         | Località       | Paese  | Specialità |
| ------------ | -------------- | ------ | ---------- |
| 6 marzo 1983 | Mont-Tremblant | Canada | GS         |

Legenda:

GS = slalom gigante